# Самара, Валерий Николаевич
Валерий Николаевич Самара (род. 29 августа 1965) — советский и украинский гребец, выступавший за сборные СССР и Украины по академической гребле в период 1989—1996 годов. Участник трёх чемпионатов мира, член украинской восьмёрки на летних Олимпийских играх в Атланте.

## Биография
Валерий Самара родился 29 августа 1965 года. Проходил подготовку в Николаеве. Первого серьёзного успеха в карьере добился в 1985 году, выиграв юниорское мировое первенство по академической гребле.
Дебютировал на взрослом международном уровне в сезоне 1989 года, когда вошёл в основной состав советской национальной сборной и выступил в распашных рулевых восьмёрках на чемпионате мира в Бледе.
После распада Советского Союза представлял на соревнованиях гребную команду Украины. Так, в 1994 году в восьмёрках стартовал на мировом первенстве в Индианаполисе. Год спустя на аналогичных соревнованиях в Тампере вновь соревновался в той же дисциплине.
Благодаря череде удачных выступлений удостоился права защищать честь страны на летних Олимпийских играх 1996 года в Атланте — вместе с командой, куда также вошли гребцы Роман Гриневич, Олег Лыков, Виталий Раевский, Евгений Шаронин, Игорь Мартыненко, Игорь Могильный, Александр Капустин и рулевой Григорий Дмитренко, дошёл в распашных восьмёрках до утешительного финала «Б» и расположился в итоговом протоколе на десятой строке. По окончании Олимпиады принял решение завершить спортивную карьеру.
Его сын Валерий Самара младший тоже серьёзно занимался греблей, состоял в юниорской сборной Украины.